# FIFA 인터내셔널 사커
《FIFA 인터내셔널 사커》(FIFA International Soccer)는 EA 캐나다의 Extended Play Productions 팀이 개발하고 일렉트로닉 아츠가 배급한 1993년 스포츠 비디오 게임이다. 축구 스포츠를 기반으로 하는 이 게임은 플레이어가 축구팀을 컨트롤할 수 있다. 이 게임은 세가 제네시스/메가 드라이브 콘솔용으로 1993년 12월에 출시되었으며 1994년에 다른 수많은 시스템으로 포팅되었다.
이 게임은 출시 이후 긍정적인 평가를 받았다. 비평가들은 이 게임의 축구 선수들의 세세한 모습과 애니메이션, 관중 효과음, 전반적인 표현을 칭찬하였다. 게임 속도, 플레이어 입력의 반응 문제는 게임의 주된 결점으로 간주되었다. 이 게임의 판매량은 양호했으며 골드스타 3DO의 팩 인 게임 역할을 했고 후속작 《FIFA 사커 95》가 탄생하는 계기가 되었다. FIFA 시리즈 중 첫 번째 게임이다.

## 평가
| 평론 점수 평론사 점수 3DO 아미가 DOS 게임보이 메가 드라이브 SGG SNES CVG N/A N/A 86/100 [ 2 ] 78/100 [ 3 ] 92% [ 4 ] 86% (CD) [ 5 ] N/A 90/100 [ 6 ] 에지 7/10 [ 7 ] N/A N/A N/A 8/10 [ 8 ] N/A N/A EGM N/A N/A N/A N/A N/A N/A 33/40 [ 9 ] 게임프로 18/20 [ 10 ] N/A N/A N/A 17.5/20 (CD) [ 11 ] N/A 16.5/20 [ 12 ] 넥스트 제네레이션 [ 13 ] N/A N/A N/A N/A N/A [ 13 ] ONM N/A N/A N/A 40/100 [ 14 ] N/A N/A 92/100 [ 15 ] 비디오 게임 (DE) N/A N/A N/A 82% [ 16 ] 77% [ 17 ] [ 18 ] N/A 82% [ 19 ] CU Amiga N/A 89% [ 20 ] N/A N/A N/A N/A N/A The One N/A 87% [ 21 ] N/A N/A N/A N/A N/A |        |        |        |          |               |      |         |
| 평론 점수 |        |        |        |          |               |      |         |
| 평론사 | 점수   | 점수   | 점수   | 점수     | 점수          | 점수 | 점수    |
| 평론사 | 3DO    | 아미가 | DOS    | 게임보이 | 메가 드라이브 | SGG  | SNES    |
| CVG | N/A    | N/A    | 86/100 | 78/100   | 92% 86% (CD)  | N/A  | 90/100  |
| 에지 | 7/10   | N/A    | N/A    | N/A      | 8/10          | N/A  | N/A     |
| EGM | N/A    | N/A    | N/A    | N/A      | N/A           | N/A  | 33/40   |
| 게임프로 | 18/20  | N/A    | N/A    | N/A      | 17.5/20 (CD)  | N/A  | 16.5/20 |
| 넥스트 제네레이션 | [ 13 ] | N/A    | N/A    | N/A      | N/A           | N/A  | [ 13 ]  |
| ONM | N/A    | N/A    | N/A    | 40/100   | N/A           | N/A  | 92/100  |
| 비디오 게임 (DE) | N/A    | N/A    | N/A    | 82%      | 77%           | N/A  | 82%     |
| CU Amiga | N/A    | 89%    | N/A    | N/A      | N/A           | N/A  | N/A     |
| The One | N/A    | 87%    | N/A    | N/A      | N/A           | N/A  | N/A     |